# 蔡國威 (足球運動員)
蔡國威（Choi Kwok Wai，1991年12月28日—），生於香港，香港足球運動員，司職中場，現時效力香港甲組聯賽球隊永義。

## 球員生涯
蔡國威生於香港，中學就讀佛教慈航智林紀念中學，自小夢想當職業球員，於17歲時獲陳浩然教練賞識，由大埔足球會青年軍轉會到大中足球會，踏上球員之路。
初出道發展不錯，他於2012年7月加盟晨曦後獲教練招重文給予好多機會，惟於2013/14球季轉投愉園後，愉園因假波醜聞被香港足總暫停所有球季的餘下賽事，而蔡國威亦獲太陽飛馬教練招手邀請加盟。
同年7月，他加盟港超聯球會和富大埔，可惜大埔以16戰1勝4和11負的成績排名在榜尾，需要在降班到甲組聯賽。
{{fact|2015年退出頂級聯賽球壇投考紀律部隊。
2015年加盟甲組球隊油尖旺。
2016年轉投甲組球隊永義。

## 外部連結
- 香港足球總會網頁球員註冊資料（页面存档备份，存于）